# Mentone (Alabama)
Mentone – miasto w Stanach Zjednoczonych, w stanie Alabama, w hrabstwie DeKalb. W roku 2023 miasto zamieszkiwało 325 osób, a gęstość zaludnienia wynosiła 26,6 osoby/km².